# 山菜葶苈
山菜葶苈（学名：Draba surculosa）为十字花科葶苈属下的一个种。

## 扩展阅读
- 維基物種上的相關：山菜葶苈